# Terpsiphone smithii
El monarca colilargo de Annobón (Terpsiphone smithii)  es una especie de ave paseriforme de la familia Monarchidae endémica de los bosques de Annobón, una isla de Guinea Ecuatorial. Anteriormentes se consideraba una subespecie de Terpsiphone rufiventer. Es de porte mediano. 